# Campeonato de Clubes de la CFU 2021
El Campeonato de Clubes de la CFU 2021 fue la edición número 23 de este campeonato regional de clubes, disputándose en la República Dominicana entre el 15 y el 25 de mayo de 2021.
Como resultado de la cancelación de la CONCACAF Caribbean Club Shield 2021 debido a la pandemia de COVID-19, se decidió que los clubes participantes en este torneo tomaran parte en el Campeonato de Clubes de la CFU 2021.
El equipo campeón se clasificó para la Liga de Campeones de la Concacaf 2022, mientras que los equipos que finalizaron en el segundo, tercer y cuarto lugar se clasificaron para la Liga Concacaf 2021, participación supeditada al cumplimiento de los requisitos mínimos de la Licencia de la Concacaf.
Este torneo no contó con la participación de las oncenas representativas de Jamaica, incluyendo al Portmore United, que había ganado el título en 2019, con la etapa final de la edición de 2020 cancelada debido a la pandemia de COVID-19 y por tanto el torneo fue declarado desierto, no otorgándose título. Por otro lado, se produjo el regreso de clubes representativos de Bonaire, Curazao, Guayana Francesa, Guadalupe, Martinica, Puerto Rico, San Vicente y Las Granadinas, San Martín y Surinam. 
El AS Cavaly de Haití alcanzó a ganar este campeonato, venciendo en la final al surinamés Inter Moengotapoe. Este último cuadro acompañó a AS Samaritaine de Martinica y al Metropolitan FA de Puerto Rico a la Liga Concacaf 2021, en tanto el AS Cavaly logró el pase a la Liga de Campeones de la Concacaf 2022.

## Participantes
| País                         | Equipo                 | Vía de clasificación |
| ---------------------------- | ---------------------- | --- |
| Haití                        | AS Cavaly Don Bosco FC | Mejor ubicado de la tabla agregada de la Serie de Apertura 2019 y la Serie de Serie de Clausura 2020. Segundo mejor ubicado de la tabla agregada de la Serie de Apertura 2019 y la Serie de Serie de Clausura 2020. |
| República Dominicana         | O&M Delfines del Este  | Campeón de la Liga Dominicana de Fútbol 2020 Subcampeón de la Liga Dominicana de Fútbol 2020 |
| Aruba                        | Racing Club Aruba*     | Campeón de la División de Honor de Aruba 2018-19 |
| Bonaire                      | Real Rincón            | Campeón de la Liga de Bonaire 2018-19 |
| Curazao                      | Scherpenheuvel         | Campeón de la Sekshon Pagá 2019-20 |
| Dominica                     | South East*            | Campeón del Campeonato de fútbol de Dominica 2020 |
| Guayana Francesa             | Olympique de Cayenne   | Campeón del Campeonato Nacional de la Guayana Francesa 2019-20 |
| Guadalupe                    | Gosier                 | Campeón de la División de Honor de Guadalupe 2019-20 |
| Martinica                    | Samaritaine            | Campeón del Campeonato Nacional de Martinica 2019-20 |
| Puerto Rico                  | Metropolitan           | Campeón de la Liga Puerto Rico 2018-19 |
| Santa Lucía                  | Platinum*              | Campeón de la División de Oro de Santa Lucía 2019 |
| San Vicente y las Granadinas | Hope International FC  | Campeón de la SVGFF Premier Division 2019-20 |
| San Martín                   | Flames United          | Campeón de la Campeonato de fútbol de Sint Maarten 2020-21 |
| Surinam                      | Inter Moengotapoe      | Campeón de la Hoofdklasse 2018-19 |

- Nota: South East, Platinum y Racing Club Aruba se retiraron de la competición.

## Fase de grupos

### Grupo A
| Pos. | Equipo            | Pts. | PJ | G | E | P | GF | GC | Dif. | Clasificación 2021            |
| ---- | ----------------- | ---- | -- | - | - | - | -- | -- | ---- | ----------------------------- |
| 1    | Inter Moengotapoe | 4    | 2  | 1 | 1 | 0 | 13 | 1  | +12  | Clasificado a las semifinales |
| 2    | O&M               | 4    | 2  | 1 | 1 | 0 | 12 | 2  | +10  |                               |
| 3    | Flames United     | 0    | 2  | 0 | 0 | 2 | 1  | 23 | −22  |                               |

Actualizado a los partidos jugados el 20 de mayo de 2021.
 Fuente: Concacaf
| 15 de mayo de 2021 | Universidad O&M FC                                                                                               | 11:1 (6:1) | Flames United | Estadio Olímpico Félix Sánchez, Santo Domingo, República Dominicana |                        |
| 17:00              | - Sanon 3', 6' - Mena 28', 58' - Hernández 35' - Jamesley 41', 50', 79' - Weekes 45+1' - Tineo 75' - Modesta 90' | Reporte    | - 15' Gordon  | Árbitro(s): Tori Penso                                              | Árbitro(s): Tori Penso |

| 17 de mayo de 2021 | Flames United | 0:12 (0:5) | Inter Moengotapoe | Estadio Panamericano, San Cristóbal, República Dominicana |                           |
| 20:00              |               | Reporte    | - 9', 70' Doorson - 21', 31' Kastiel - 35' (pen.), 48' Darson - 37' Eduards - 64' Brunswijk - 83' (pen.) Amoeferie - 86' Wong - 89' Eduard - 90+2' Wijks | Árbitro(s): Edgar Ramírez                                 | Árbitro(s): Edgar Ramírez |

| 19 de mayo de 2021 | Universidad O&M FC | 1:1 (1:0) | Inter Moengotapoe | Estadio Olímpico Félix Sánchez, Santo Domingo, República Dominicana |                        |
| 20:00              | - Mena 11'         | Reporte   | - 57' Fer         | Árbitro(s): Tori Penso                                              | Árbitro(s): Tori Penso |

### Grupo B
| Pos. | Equipo            | Pts. | PJ | G | E | P | GF | GC | Dif. | Clasificación 2021            |
| ---- | ----------------- | ---- | -- | - | - | - | -- | -- | ---- | ----------------------------- |
| 1    | Metropolitan      | 6    | 2  | 2 | 0 | 0 | 7  | 0  | +7   | Clasificado a las semifinales |
| 2    | Delfines del Este | 3    | 2  | 1 | 0 | 1 | 10 | 3  | +7   |                               |
| 3    | Real Rincón       | 0    | 2  | 0 | 0 | 2 | 0  | 14 | −14  |                               |

Actualizado a los partidos jugados el 20 de mayo de 2021.
 Fuente: Concacaf
| 15 de mayo de 2021 | Delfines del Este | 0:3 (0:0) | Metropolitan | Estadio Olímpico Félix Sánchez, Santo Domingo, República Dominicana |                              |
| 20:00              | Mena 90+5'        | Reporte   |              | Árbitro(s): Ricangel de Leça                                        | Árbitro(s): Ricangel de Leça |

| 17 de mayo de 2021 | Metropolitan                               | 4:0 (2:0) | Real Rincón | Estadio Panamericano, San Cristóbal, República Dominicana |                             |
| 17:00              | - Ramos 6' - Janga 39' - Rivera 75', 90+4' | Reporte   |             | Árbitro(s): Odette Hamilton                               | Árbitro(s): Odette Hamilton |

| 19 de mayo de 2021 | Delfines del Este                                                                                           | 10:0 (7:0) | Real Rincón | Estadio Olímpico Félix Sánchez, Santo Domingo, República Dominicana |                            |
| 17:00              | - Victoria 2', 16', 19', 20' - Mena 15' - Heredia 36' (pen.), 84' - Valdez 37' - Carbonero 48' - Michel 53' | Reporte    |             | Árbitro(s): Jamar Springer                                          | Árbitro(s): Jamar Springer |

### Grupo C
| Pos. | Equipo      | Pts. | PJ | G | E | P | GF | GC | Dif. | Clasificación 2021            |
| ---- | ----------- | ---- | -- | - | - | - | -- | -- | ---- | ----------------------------- |
| 1    | Samaritaine | 4    | 2  | 1 | 1 | 0 | 5  | 3  | +2   | Clasificado a las semifinales |
| 2    | Don Bosco   | 4    | 2  | 1 | 1 | 0 | 3  | 2  | +1   |                               |
| 3    | Gosier      | 0    | 1  | 0 | 0 | 1 | 1  | 4  | −3   |                               |

Actualizado a los partidos jugados el 21 de mayo de 2021.
 Fuente: Concacaf
| 16 de mayo de 2021 | Don Bosco                  | 2:2 (1:1) | Samaritaine                | Estadio Olímpico Félix Sánchez, Santo Domingo, República Dominicana |                            |
| 17:00              | - Dejan 14' - Innocent 79' | Reporte   | - 27' Percin - 70' Florent | Árbitro(s): Rubiel Vázquez                                          | Árbitro(s): Rubiel Vázquez |

| 18 de mayo de 2021 | Samaritaine                             | 3:1 (2:1) | Gosier       | Estadio Panamericano, San Cristóbal, República Dominicana |                            |
| 17:00              | - Percin 26' - Lise 44' - Florent 90+5' | Reporte   | - 19' Orilus | Árbitro(s): Oliver Vergara                                | Árbitro(s): Oliver Vergara |

| 20 de mayo de 2021 | Don Bosco     | 1:0 (0:0) | Gosier | Estadio Olímpico Félix Sánchez, Santo Domingo, República Dominicana |                                |
| 20:00              | - Zavarov 55' | Reporte   |        | Árbitro(s): Trevester Richards                                      | Árbitro(s): Trevester Richards |

### Grupo D
| Pos. | Equipo               | Pts. | PJ | G | E | P | GF | GC | Dif. | Clasificación 2021            |
| ---- | -------------------- | ---- | -- | - | - | - | -- | -- | ---- | ----------------------------- |
| 1    | Cavaly               | 9    | 3  | 3 | 0 | 0 | 10 | 1  | +9   | Clasificado a las semifinales |
| 2    | Scherpenheuvel       | 6    | 3  | 2 | 0 | 1 | 6  | 5  | +1   |                               |
| 3    | Hope International   | 3    | 3  | 1 | 0 | 2 | 6  | 6  | 0    |                               |
| 4    | Olympique de Cayenne | 0    | 3  | 0 | 0 | 3 | 2  | 12 | −10  |                               |

Actualizado a los partidos jugados el 21 de mayo de 2021.
 Fuente: Concacaf
| 16 de mayo de 2021 | Olympique de Cayenne | 1:4 (1:2) | Hope International                                               | Estadio Panamericano, San Cristóbal, República Dominicana |                              |
| 17:00              | - Batiste 45+3'      | Reporte   | - 13' Samuel - 45+1' Millington - 72' McBurnette - 90+3' Douglas | Árbitro(s): William Anderson                              | Árbitro(s): William Anderson |

| 16 de mayo de 2021 | Cavaly                                  | 3:0 (2:0) | Scherpenheuvel | Estadio Olímpico Félix Sánchez, Santo Domingo, República Dominicana |                              |
| 20:00              | - Joseph 3' - Gamaël 12' - Fenelson 86' | Reporte   |                | Árbitro(s): Francia González                                        | Árbitro(s): Francia González |

| 18 de mayo de 2021 | Cavaly                                                    | 5:0 (2:0) | Olympique de Cayenne | Estadio Olímpico Félix Sánchez, Santo Domingo, República Dominicana |                               |
| 20:00              | - Eddyson 26' - Gamaël 40', 62' - Jean 53' - Fenelson 87' | Reporte   |                      | Árbitro(s): Randy Encarnación                                       | Árbitro(s): Randy Encarnación |

| 18 de mayo de 2021 | Scherpenheuvel                        | 3:1 (1:0) | Hope International | Estadio Panamericano, San Cristóbal, República Dominicana |                                |
| 20:00              | - Rocha 34' - Ciarnello 61' - Gil 86' | Reporte   | - 70' Douglas      | Árbitro(s): Trevester Richards                            | Árbitro(s): Trevester Richards |

| 20 de mayo de 2021 | Cavaly            | 2:1 (1:1) | Hope International | Estadio Olímpico Félix Sánchez, Santo Domingo, República Dominicana |                            |
| 17:00              | - Joseph 31', 79' | Reporte   | - 34' McBurnette   | Árbitro(s): Oliver Vergara                                          | Árbitro(s): Oliver Vergara |

| 20 de mayo de 2021 | Scherpenheuvel                   | 3:1 (3:1) | Olympique de Cayenne | Estadio Panamericano, San Cristóbal, República Dominicana |                             |
| 17:00              | - Ciarnello 10' - Rocha 16', 27' | Reporte   | - 5' Batiste         | Árbitro(s): Odette Hamilton                               | Árbitro(s): Odette Hamilton |

## Fase Final
|  | Semifinales                                       | Semifinales                                       | Semifinales                                       |           |   | Final                                             | Final                                             | Final                                             |  |
|  | 23 de mayo de 2021 Estadio Olímpico Félix Sánchez | 23 de mayo de 2021 Estadio Olímpico Félix Sánchez | 23 de mayo de 2021 Estadio Olímpico Félix Sánchez |           |   | 25 de mayo de 2021 Estadio Olímpico Félix Sánchez | 25 de mayo de 2021 Estadio Olímpico Félix Sánchez | 25 de mayo de 2021 Estadio Olímpico Félix Sánchez |  |
|  |                                                   |                                                   |                                                   |           |   |                                                   |                                                   |                                                   |  |
|  |                                                   |                                                   |                                                   |           |   |                                                   |                                                   |                                                   |  |
|  | A                                                 | Inter Moengotapoe                                 | 3                                                 |           |   |                                                   |                                                   |                                                   |  |
|  | A                                                 | Inter Moengotapoe                                 | 3                                                 |           |   |                                                   |                                                   |                                                   |  |
|  | B                                                 | Metropolitan                                      | 1                                                 |           |   |                                                   |                                                   |                                                   |  |
|  | B                                                 | Metropolitan                                      | 1                                                 |           | A | Inter Moengotapoe                                 | 0                                                 |                                                   |  |
|  |                                                   |                                                   |                                                   |           | A | Inter Moengotapoe                                 | 0                                                 |                                                   |  |
|  |                                                   |                                                   | D                                                 | AS Cavaly | 3 |                                                   |                                                   |                                                   |  |
|  | C                                                 | Samaritaine                                       | D                                                 | AS Cavaly | 3 | 0                                                 |                                                   |                                                   |  |
|  | C                                                 | Samaritaine                                       |                                                   |           |   | 0                                                 |                                                   |                                                   |  |
|  | D                                                 | AS Cavaly                                         | 2                                                 |           |   |                                                   |                                                   |                                                   |  |
|  | D                                                 | AS Cavaly                                         | 2                                                 |           |   |                                                   |                                                   |                                                   |  |
|  |                                                   |                                                   |                                                   |           |   |                                                   |                                                   |                                                   |  |

### Semifinales
| 23 de mayo de 2021 | Inter Moengotapoe                        | 3:1 (0:0) | Metropolitan   | Estadio Olímpico Félix Sánchez, Santo Domingo |                            |
| 17:00              | - Kastiel 53' - Darson 69' - Doorson 86' | Reporte   | - 90+5' Nieves | Árbitro(s): Rubiel Vázquez                    | Árbitro(s): Rubiel Vázquez |

| 23 de mayo de 2021 | Samaritaine | 0:2 (0:1) | AS Cavaly                       | Estadio Olímpico Félix Sánchez, Santo Domingo |                            |
| 20:00              |             | Reporte   | - 30' Jean - 77' (a.g.) Vitulin | Árbitro(s): Oliver Vergara                    | Árbitro(s): Oliver Vergara |

### Final
| 25 de mayo de 2021 | Inter Moengotapoe | 0:3 (0:1) | AS Cavaly                                   | Estadio Olímpico Félix Sánchez, Santo Domingo |                              |
| 20:00              |                   | Reporte   | 28' Constant Monuma · 46' 76' Dorvil Gamael | Árbitro(s): Francia González                  | Árbitro(s): Francia González |

## Campeón
| Campeonato de Clubes de la CFU 2021 |
| ----------------------------------- |
| Bandera de Haití                    |
| AS Cavaly 1º Título                 |

## Calificación para la Liga Concacaf 2021 y Liga de Campeones 2022
|                        |                    | Bandera de Martinica |                    |
| AS Cavaly              | Inter Moengotapoe  | AS Samaritaine       | Metropolitan FA    |
| Liga de Campeones 2022 | Liga Concacaf 2021 | Liga Concacaf 2021   | Liga Concacaf 2021 |
| ---------------------- | ------------------ | -------------------- | ------------------ |

## Goleadores
- Actualizado el 25 de mayo de 2021.

| Pos. | Jugador          | Equipo             | Goles |
| ---- | ---------------- | ------------------ | ----- |
| 1    | Dorvil Gamaël    | Cavaly             | 5     |
| 1    | Roberto Victoria | Delfines del Este  | 5     |
| 3    | Daniel Jamesley  | Universidad O&M FC | 3     |
| 3    | Hilario Mena     | Universidad O&M FC | 3     |
| 3    | Miquel Darson    | Inter Moengotapoe  | 3     |
| 3    | Rievaldo Doorson | Inter Moengotapoe  | 3     |
| 3    | Romeo Kastiel    | Inter Moengotapoe  | 3     |
| 3    | Roody Joseph     | Cavaly             | 3     |
| 3    | Jorge Rivera     | Metropolitan       | 3     |
| 3    | Nicolás Rocha    | Scherpenheuvel     | 3     |